# Yuri Shujévych
Yuri-Bohdan Romanovych Shujévych (en ucraniano: Ю́рій-Богда́н Рома́нович Шухе́вич; Ohliadiv, Voivodato de Leópolis, 28 de marzo de 1933-Múnich, 22 de noviembre de 2022) fue un político ultraderechista ucraniano. Miembro del Grupo Helsinki de Ucrania, fue preso político e hijo de Román Shujévych. Fue un líder de la Asamblea Nacional de Ucrania - Autodefensa Nacional de Ucrania. Shukhevych pasó más de treinta años en las prisiones y campos de concentración soviéticos. En las elecciones parlamentarias de Ucrania de 2014 fue elegido miembro del parlamento ucraniano por el Partido Radical.

## Biografía
Yuri Shujévych nació el 28 de marzo de 1933, en la ciudad de Ohliadiv, Voivodato de Leópolis, Polonia (ahora Óblast de Leópolis de Ucrania). Hijo de Román Shujévych, un comandante del Ejército Insurgente Ucraniano. En 1944, cuando el Ejército Rojo volvió a ocupar el oeste de Ucrania, fue arrestado con su madre y enviado a Siberia. En 1946, Shujévych fue arrebatado de su madre e internado en un orfanato para niños, hijos de enemigos del pueblo en la cuenca del Donets. Se escapó dos veces e intentó regresar a casa, pero volvió a ser detenido y enviado al orfanato.
Detenido cuando tenía quince años, Shujévych fue acusado de ser miembro de la OUN-UPA, la organización clandestina nacionalista que comandaba su padre. Después de cumplir los dieciséis, en 1949, fue condenado a diez años en la Prisión Central de Vladimir. Cuando su padre murió en 1950, Yuri, que contaba por aquél entonces con diecisiete años, fue llevado de la prisión de Vladimir en Lviv para identificar su cadáver. Fue puesto en libertad en virtud de una amnistía en 1954, tras la muerte de Iósif Stalin, pero el fiscal general de la URSS ordenó que fuera enviado de nuevo a prisión para completar su condena. El día de su liberación, en 1958, fue arrestado nuevamente, acusado de haber realizado "agitación antisoviética" en prisión, y condenado a otros diez años, en un campo de trabajo en Mordovia.
Después de su liberación en agosto de 1968, se le prohibió vivir en Ucrania. Se instaló en Nalchik, en el Cáucaso Norte, se casó, tuvo dos hijos, trabajó como electricista y escribió un relato de sus veinte años en prisión. En febrero de 1972, fue arrestado en Nalchik después de que se descubriera literatura antisoviética durante una redada policial en sus habitaciones y entregado a la KGB en Kiev, luego enviado de regreso a Nalchik y sentenciado a otros nueve años en campos de trabajo, seguidos de cinco en el exilio. En 1973, escribió una carta a la ONU desde un campo de trabajos forzados en Mordovia, por lo que se añadió otro año a su sentencia. Estuvo recluido en la prisión de Vladimir y luego trasladado a la prisión de Tatar.
Durante sus años de cautiverio, Shukhevych se quedó ciego.
Tras haber completado su condena en prisión, fue liberado en 1983, exiliándose a Siberia y recluido en un hogar de ancianos en Tomsk. Se le permitió regresar a su Lviv natal en 1988, a la edad de 55 años, después de 44 años de exilio.

## Carrera política
En diciembre de 1990, Shujévych fue elegido como jefe de la organización paramilitar de extrema derecha Asamblea Nacional de Ucrania, que a su vez pasó a llamarse Asamblea Nacional de Ucrania - Autodefensa Nacional de Ucrania (UNA-UNSO) en septiembre de 1991.
Shujévych no se registró como candidato en las elecciones presidenciales de Ucrania de 1991 porque no logró recolectar 100.000 firmas.

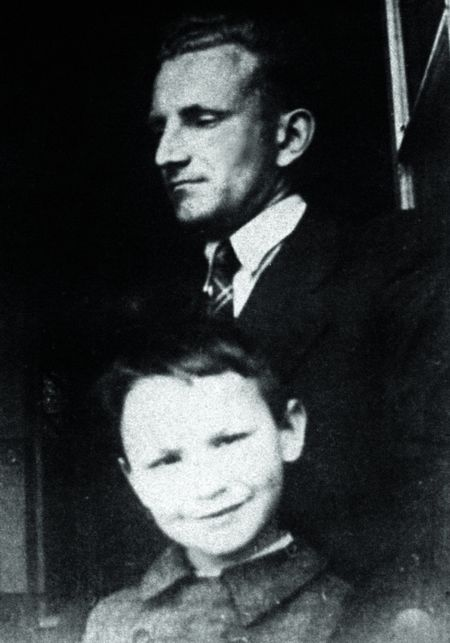
Shukhevych con su padre Román Shujévych, 1940

En las elecciones parlamentarias de Ucrania de 1994, Shujévych no ganó después de recibir no más del 7,44% de los votos en los distritos uninominales de Zolochiv. En agosto de 1994, Shujévych se retiró de la vida política activa debido a problemas de salud y las relaciones con otros líderes del partido finalmente se deterioraron.
A principios de 2006, volvió a la política y entró en la lista electoral de UNA-UNSO para las elecciones parlamentarias de Ucrania de marzo de 2006 en el número 1. El partido, sin embargo, perdió las elecciones y no obtuvo más del 0,06% del total de votos. El partido no participó en las elecciones de 2007.
El 19 de agosto de 2006 recibió el título de Héroe de Ucrania "por su valentía civil, actividades sociales, políticas y de derechos humanos a largo plazo en nombre de la independencia de Ucrania".
En octubre de 2006, UNA-UNSO reeligió a Shujévych como su presidente. Y lo volvió a hacer en junio de 2010.
En febrero de 2014, firmó una petición que pedía respetar el idioma ruso y el estilo de vida de los ciudadanos de habla rusa de Ucrania "para que no se sientan extraños en Ucrania". En octubre de 2014, Shukhevych fue destituido de su cargo como presidente de UNA-UNSO ya que había aceptado presentarse a las elecciones parlamentarias por el Partido Radical de Oleh Liashko. En las elecciones parlamentarias de Ucrania de 2014, Shukhevych se presentó como candidato (ocupando el quinto lugar en la lista) del Partido Radical, y fue finalmente elegido para el parlamento ucraniano.
En 2015 jugó un papel decisivo en la redacción y aprobación de las leyes de descomunización en Ucrania.